# British Rail Hotel
Das British Rail Hotel ist ein denkmalgeschütztes Gebäude (Denkmalnummer 5838 & 5839) am North Wall Quay (Nr. 58–95) in Dublin, Irland. Das Gebäude wurde von 1870 bis 1900 von der London and North Western Railway Company (LNWR) gebaut, um ein anderes Hotel, genannt das „Prince of Wales“, zu ersetzen. Zu diesem Zweck kaufte die LNWR das Gebäude und eröffnete den Neubau im Jahr 1890. Zwei der hinteren Flügel des ehemaligen Hotels wurden dabei in das neue Gebäude integriert. Das Hotel trug damals noch den Namen „London & Northwestern Hotel“. Während des Irischen Unabhängigkeitskrieges war das Hotel von britischen Offizieren besetzt und wurde damals unter dem Namen „British Rail Hotel“ bekannt. Mit dem Rückgang des Fährbetriebes am North Wall Quay wurde das Gebäude von CIÉ übernommen. Zuletzt wurde es von Irish Rail als Bürogebäude genutzt und steht heute leer.
Die London and Northwestern Railway Company (LNWR) hatte ihren eigenen Architekten sowie angestellte Bauzeichner, daher ist das Hotel vermutlich ein hausinterner Entwurf. Der Chefingenieur (zunächst bautechnischer Assistent) war zwischen 1852 und 1886 J. B. Stansby. Stansby gestaltete auch die Zentrale des LNWR in London.